# Rajd Akropolu 1964
Rajd Akropolis 1964 (12. Acropolis Rally) – 12 edycja rajdu samochodowego Rajd Akropolis rozgrywanego w Grecji. Rozgrywany był od 14 do 17 maja 1964 roku. Była to piąta runda Rajdowych Mistrzostw Europy w roku 1964.

## Klasyfikacja rajdu
| Miejsce                | Kierowca               | Pilot                  | Samochód               | Czas                   | Strata                 |                        |
| Klasyfikacja generalna | Klasyfikacja generalna | Klasyfikacja generalna | Klasyfikacja generalna | Klasyfikacja generalna | Klasyfikacja generalna | Klasyfikacja generalna |
| ---------------------- | ---------------------- | ---------------------- | ---------------------- | ---------------------- | ---------------------- | ---------------------- |
| 1.                     | Tom Trana              | Gunnar Thermanius      | Volvo PV 544           | 2:36                   | 0.0                    |                        |
| 2.                     | Jean-Claude Ogier      | Bernhard Groll         | Citroën DS 19          | 4:58                   | +2:22                  |                        |
| 3.                     | Pat Moss-Carlsson      | Valerie Domleo-Morley  | Saab 96 Sport          | 6:31                   | +3:55                  |                        |
| 4.                     | Erich Waxenberger      | Klaus Kaiser           | Mercedes-Benz 220 SE   | 7:42                   | +5:06                  |                        |
| 5.                     | Ewy Rosqvist           | Eva Maria Falk         | Mercedes-Benz 220 SE   | 11:06                  | +8:30                  |                        |
| 6.                     | Kenneth James          | Mike Hugues            | Rover 3L               | 20:34                  | +17:58                 |                        |
| 7.                     | Patrick Vanson         | Jean-Paul Joly         | Citroën DS 19          | 20:35                  | +17:59                 |                        |
| 8.                     | Henny-Britt Ehringe    | Annette Lindqvist      | Volkswagen 1500 S      | 31:07                  | +28:31                 |                        |
| 9.                     | Richard Martin-Hurst   | Roger Clark            | Rover                  | 40:37                  | +38:01                 |                        |
| 10.                    | Ove Andersson          | Torsten Åman           | Saab 96 Sport          | 44:11                  | +41:35                 |                        |
| Klasyfikacja ERC       |                        |                        |                        |                        |                        |                        |
| 1.                     | Tom Trana ?            | Gunnar Thermanius      | Volvo PV 544           | 2:36                   | 0.0                    |                        |